# Cetancodontamorpha
Cetancodontamorpha — клада, яка включає підряд Whippomorpha й усі вимерлі таксони, більш тісно пов'язані з сучасними Whippomorpha, ніж з будь-яким іншим живими істотами.